# Ascochytulina deflectens
Ascochytulina deflectens är en svampart som först beskrevs av Petter Adolf Karsten, och fick sitt nu gällande namn av Franz Petrak 1922. Ascochytulina deflectens ingår i släktet Ascochytulina, divisionen sporsäcksvampar och riket svampar.   Inga underarter finns listade i Catalogue of Life.